# Ritus (Tradition)

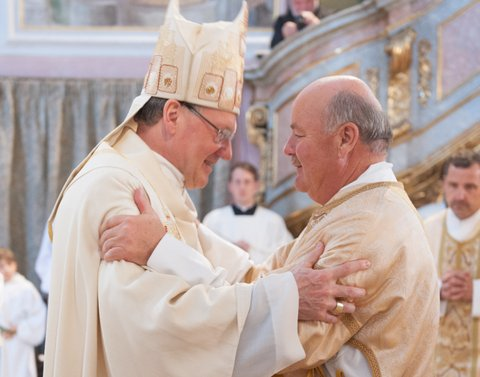
Bischof weiht einen Diakon

Ein Ritus (lateinisch, Ritus, heiliger Brauch‘) umfasst die kirchlichen Traditionen und Gebräuche einer spezifischen Gemeinschaft von Gläubigen in
Liturgie, Theologie, Spiritualität und Kirchenrecht sowie deren historische Entstehung und Entwicklung. In der Geschichte des Christentums haben sich aus der Praxis der Alten Kirche in den verschiedenen Kirchen und Gemeinschaften unterschiedliche Riten und Ritusvarianten entwickelt, die je eine eigene Art und Weise der Glaubenspraxis beschreiben.
Im römisch-katholischen Kirchenrecht wurden eigenständige (sui iuris) Teilkirchen bis 2016 als Rituskirchen bezeichnet. Ein Ritus ist jedoch nicht mit einer Kirche gleichzusetzen, sondern in einer Kirche und bei deren Mitgliedern sind ein oder seltener auch mehreren Riten in Gebrauch. Manche Riten finden auch in mehreren Kirchen oder Gemeinschaften Anwendung. 
Vor allem in der Liturgie treten die Unterschiede der Riten hervor, beeinflusst werden aber auch alle anderen Elemente des kirchlichen Lebens. In der Liturgie werden die Form und Ordnung der Abläufe, Handlungen und Texte durch den Ritus vorgegeben und sind in liturgischen Büchern, Gebetbüchern und Formularen einer Kirche festgelegt. Dazu gehören unter anderem Messbuch, Rituale und Brevier.

## Ritusgruppen
Die etwa fünfzig vorreformatorischen Kirchen lassen sich sechs Ritusgruppen oder Liturgiefamilien zuordnen:
| Ritusgruppe                 | Kirchen                                                                                            | Liturgiesprachen                                       |
| --------------------------- | -------------------------------------------------------------------------------------------------- | ------------------------------------------------------ |
| Westlich                    | Lateinische Kirche                                                                                 | Lateinisch, Landessprachen                             |
| Byzantinisch                | Orthodoxe Kirchen, Katholische Ostkirchen                                                          | Griechisch, Georgisch, Kirchenslawisch, Landessprachen |
| Westsyrisch (Antiochenisch) | Syrische, Malankarische und Maronitische Kirche                                                    | Syrisch-Aramäisch, Arabisch, Malayalam                 |
| Alexandrinisch              | Koptische Kirche, Äthiopische Kirche, Äthiopisch-katholische Kirche, Eritreisch-Katholische Kirche | Koptisch, Altäthiopisch, Landessprachen                |
| Armenisch                   | Armenische Apostolische Kirche, Armenisch-katholische Kirche                                       | Alt-Armenisch                                          |
| Ostsyrisch (Chaldäisch)     | Nestorianische, Chaldäische und Malabarische Kirche                                                | Syrisch-Aramäisch, Malayalam                           |

## Geschichtliche Entwicklung
Im Urchristentum bildeten sich in den Gemeinden bereits feste Abläufe für die Feier verschiedener Liturgien, die auf den jüdischen Gottesdiensten aufbauten und mit christlichen Elementen versehen wurden.
Die kirchlichen Traditionen haben sich unterschiedlich entwickelt und lassen sich grundsätzlich in östliche und westliche Riten unterscheiden. Diese Einteilung geht auf die Ursprünge im frühen Christentum zurück und entspricht mindestens seit dem Mittelalter nicht mehr einer streng geografischen Zuordnung. Die westlichen Riten haben sich in der Tradition des Weströmischen Reichs entwickelt, die byzantinischen im Oströmischen Reich und die anderen ostkirchlichen Riten in den außerhalb des Reiches oder der Ökumene der Reichskirche stehenden Kirchen.

### Östliche Riten
Die Riten der Ostkirchen gehen auf die bedeutenden frühchristlichen Patriarchate von Antiochien und Alexandrien zurück. Am weitesten Verbreitung hat der in der oströmischen Reichskirche entwickelte byzantinische Ritus gefunden, der in unterschiedlichen Varianten in den orthodoxen und in manchen katholischen Ostkirchen in Gebrauch ist. Er entwickelte sich in Byzanz und wurde im 4. Jahrhundert erstmals in feste Formen gebracht, die wesentlichen Elemente sind seit dem 8. Jahrhundert unverändert. Durch Missionstätigkeit breitete er sich im 9. und 10. Jahrhundert im slawischen Raum aus. Von Anfang an wurden die Landessprachen als Liturgiesprache verwendet, die sich teilweise in ihrer ursprünglichen Form als Liturgiesprachen wie Kirchenslawisch erhalten haben.
Die anderen Ritusgruppen sind in den Traditionen der altorientalischen Kirchen entstanden, die Landeskirchen außerhalb des römischen Reiches waren oder nach den Konzilien von Ephesos (431) und Chalcedon (451) aufgrund der Lehren von Monophysitismus und Nestorianismus (ostsyrisch) von der Reichskirche abgespalten wurden.
| Liturgieverband von Antiochien                       | |
| Westantiochenische Liturgie-Großfamilie              | |
| Syrisch-antiochenische Liturgie-Familie              | - Syrisch-antiochenischer Ritus: Syrisch-Orthodoxe Kirche von Antiochien, syrisch-katholische Kirche - Maronitischer Ritus: Syrisch-Maronitische Kirche von Antiochien - Syro-malankarischer Ritus: Syro-malankarische katholische Kirche, malankarische syrisch-orthodoxe Kirche |
| Armenische Liturgie-Familie                          | - Armenischer Ritus: Armenische Apostolische Kirche, armenisch-katholische Kirche |
| Byzantinische Liturgie-Familie                       | - Byzantinischer Ritus: Orthodoxe Kirchen, griechisch-katholische Kirchen - Melkitischer Ritus: Melkiten |
| Ostantiochenische Liturgie-Großfamilie               | |
| Assyrisch-chaldäische Liturgie-Familie               | - Chaldäischer Ritus: Assyrische Kirche des Ostens, Chaldäisch-katholische Kirche |
| Assyrisch-chaldäisch-vorderindische Liturgie-Familie | - Malabarischer Ritus: Syro-malabarische Kirche |
| Liturgieverband von Alexandrien                      | |
| Nordalexandrinische Liturgie-Großfamilie             | - Koptischer Ritus: Kopten, Koptisch-katholische Kirche |
| Südalexandrinisch-äthiopische Liturgie-Großfamilie   | - Äthiopischer Ritus: Äthiopisch-Katholische Kirche, Eritreisch-Katholische Kirche, Äthiopisch-Orthodoxe Tewahedo-Kirche, Eritreisch-Orthodoxe Tewahedo-Kirche |

### Westliche Riten
In der Westkirche ist durch das Primat des Bischofs von Rom der römische Ritus hervorstehend, der sich in der gesamten Lateinischen Kirche ausgebreitet hat. Auch die Riten der reformierten Kirchen stammen vom römischen Ritus ab.
Ab dem zweiten oder dritten Jahrhundert kam in der römischen Kirche Latein als Liturgiesprache in Gebrauch, 380 wurde das Hochgebet, der Canon Missae ins Lateinische übertragen. Durch Missionstätigkeit breitete er sich in den folgenden Jahrhunderten in West- und Mitteleuropa sowie Nordafrika aus. Es entwickelten sich auch vielfältige Varianten des römischen und gallikanischen Ritus. Die liturgischen Riten der Lateinischen Kirche wurden vereinheitlicht und nahmen auch Elemente der gallisch-fränkischen Liturgie auf. Vom frühen Mittelalter an wurde in der gesamten Kirche eine einheitliche Liturgie gefeiert, nur in einzelnen Diözesen oder Ordensgemeinschaften haben sich noch eigenständige Riten erhalten.
Als Antwort auf die im Zuge der Reformation aufgetretenen liturgischen Missstände wurde auf dem Konzil von Trient eine verbindliche liturgische Ordnung beschlossen und im 1570 erstmals erschienenen Missale Romanum veröffentlicht. Um sich auf die alte Form der Liturgie zurück zu besinnen, wurden die ältesten verfügbaren Bücher als Grundlage genommen. In den folgenden Jahrhunderten gab es zwar immer wieder Überarbeitungen aber keine wesentlichen Änderungen an der Liturgie.
Mit der Liturgiereform nach dem Zweiten Vatikanischen Konzil wurden einige vom Konzil und der liturgischen Bewegung in seinem Umfeld angeregte Neuerungen umgesetzt, beispielsweise die Verwendung der Landessprache als Liturgiesprache, die Versammlung von Gemeinde und Priester um den Altar, die Wiederbelebung des Ambos und die stärkere Mitwirkung von Laien im Gottesdienst.
Neben dem römischen sind noch weitere Riten und Ritusvarianten der Lateinischen Kirche in Gebrauch, deren Unterschiede sich überwiegend auf kleinere Änderungen in der Liturgie beschränken.
| Westlicher Liturgie-Großverband                    | |
| Gallische Liturgie-Großfamilie                     | |
| Keltisch-irisch-angelsächsische Liturgie-Familie   | keltische Völker auf den britischen Inseln. Einflüsse auf das anglikanische Book of Common Prayer                                                      |
| Gallisch-fränkische Liturgie-Familie               | Wurde in Gallien und Frankenreich benutzt, ging durch karolingische Reformen unter, hatte aber Einflüsse auf römische Liturgie. - Gallikanischer Ritus |
| Spanisch-westgotisch-mozarabische Liturgiefamilie  | Iberische Halbinsel - Mozarabischer Ritus: Erzbistum Toledo                                                                                            |
| Mailändische Liturgie-Familie                      | - Ambrosianischer Ritus: Erzbistum Mailand |
| Römische Liturgie-Großfamilie                      | |
| Nordafrikanische Liturgie-Familie                  | durch Völkerwanderung und Islamisierung untergegangen                                                                                                  |
| Römische Liturgie-Familie                          | - Stadtrömischer Liturgie-Zweig - Römisch-teilkirchliche Liturgie-Zweige: Ritusvariationen einzelner Kirchen, Diözesen und Ordensgemeinschaften        |
| Reformatorisch-westlicher Liturgie-Verband         | |
| Lutherische Liturgie-Großfamilie                   | |
| Reformierte Liturgie-Großfamilie                   | |
| Anglikanische Liturgie-Großfamilie                 | |
| Freikirchlich-reformatorische Liturgie-Großfamilie | |